# 마격
마격(馬格, 1647년 ~ ?)은 조선의 문신이다. 본관은 목천(木川). 자는 치숙(致叔). 개성(開城) 출신. 증조부는 죽계 마희경(馬羲慶)이다.
1690년(숙종 16) 생원시에 2등으로 합격하고, 1696년(숙종 22) 식년시 문과(文科)에 병과(丙科)로 급제하였다.
1697년(숙종 23) 교서관 박사(校書博士), 1698년(숙종 24) 장수찰방(長水察訪)을 역임하고, 1702년(숙종 28) 성균관 전적(典籍)에 제수되었다. 1705년(숙종 31) 개성교수(開城敎授)가 되었다.
아들 마행진(馬行眞)은 동지중추부사(同知中樞府事)를 역임하였다.